# Adolphe Hirsch
Adolphe Hirsch (født 21. maj 1830 i Halberstadt, død 16. april 1901 i Neuchâtel) var en schweizisk astronom. Han var bror til Max Hirsch.
Hirsch blev 1858 direktør for det nye observatorium i Neuchâtel, hvor han 1860 oprettede et kontrolkontor for kronometre, hvilket har haft sin store betydnng for udviklingen af urindustrien i Schweiz. I 1866 blev Hirsch tillige professor i astronomi ved Akademiet i Neuchâtel. Fra 1864 var Hirsch medlem af den europæiske gradmåling og fungerede 1886—1900 som sekretær ved den internationale jordmåling; fra 1861 var han sekretær ved og fra 1893 præsident for den schweiziske geodætiske kommission. Ved den internationale komité for mål og vægt var han sekretær fra 1875 til sin død. I fagtidsskrifter har Hirsch publiceret talrige mindre, astronomiske og meteorologiske afhandlinger. Sin formue testamenterede han til observatoriet i Neuchâtel til et rigere udstyr af instrumenter.